# Петрова, Клавдия Васильевна
Клавдия Васильевна Петрова (Васильева) (р. 17 октября 1927, Шибулаты, Урмарский район, Чувашская АССР) — советский учёный, доктор сельскохозяйственных наук, профессор. Герой Социалистического Труда, Заслуженный работник высшей школы Российской Федерации.

## Биография
Родилась 17 октября 1927 года в деревне Шибулаты ныне Урмарского района Чувашской АССР в крестьянской семье. В 1939 году семья переехала в Караваево Костромской области.
Будучи дояркой племенного молочного совхоза «Караваево» Министерства совхозов СССР (Костромской район Костромской области) стала Героем соцтруда.
Живёт в селе Караваево Костромской области.

## Награды
Награды СССР и Российской Федерации
- Орден Трудового Красного Знамени (1948)
- Орден Ленина (1949)
- Медаль «Серп и Молот» (12.07.1949)
- медаль «За доблестный труд в ознаменование 100-летия со дня рождения В. И. Ленина»,
- медаль «Ветеран труда»
- Почётный знак «За отличные успехи в области высшего образования СССР»
- Заслуженный работник высшей школы Российской Федерации
- Серебряная медаль ВДНХ

Награды Костромской области
- Орден «Труд. Доблесть. Честь» (2006) — за большой личный вклад в развитие науки, образования и плодотворную общественную деятельность[3].
- Почётный гражданин Костромской области (1999) — за заслуги в научно-педагогической и общественно-научной деятельности[4].

Общественные награды
- медали Советского комитета защиты мира,
- медали Союза женщин России.